# 2014年のF1世界選手権

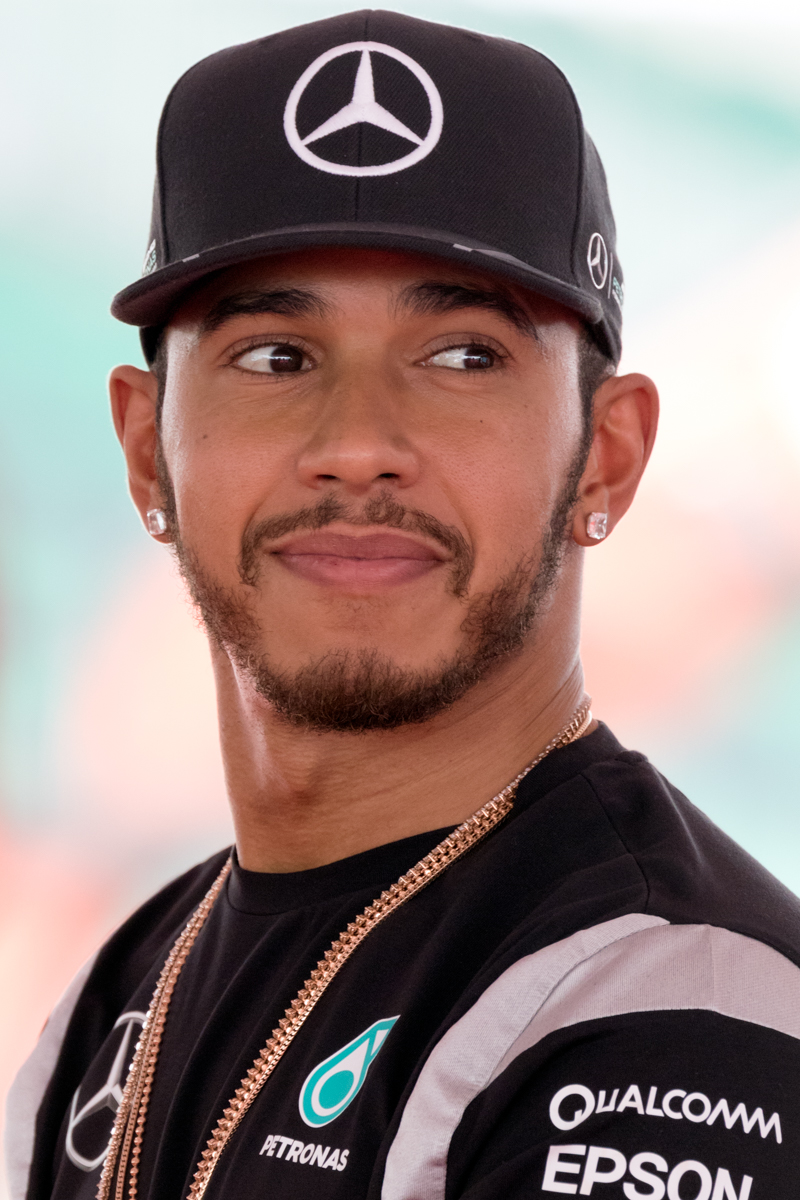
2014年のF1世界選手権において2度目のドライバーズタイトルを獲得したルイス・ハミルトン

2014年のF1世界選手権は、FIAフォーミュラ1世界選手権の第65回大会として開催された。

## シーズン概要

### パワーユニットの導入
2014年シーズンはエンジン規定に関する大幅な改訂が行われ、2.4リッターV8NAエンジンから1.6リッターV6ターボ・ハイブリッドパワーユニットとなった。主要項目としては、1988年以来となる「燃料搭載量制限」と「ターボ」の復活、そして運動エネルギー回生に熱エネルギー回生を加えた複雑なハイブリッド技術が挙げられる。名称もエンジンではなくパワーユニット (以下、PU) と呼ばれることになった。排気量は前年までと比べると3分の2に減ったが、ターボエンジンとハイブリッドアシストの組み合わせにより出力とトルクが向上し、加速力と最高速度も前年より大きく上昇した。
プレシーズンテストでは初導入となるPUの複雑なシステムにトラブルが多発し、開幕戦のオーストラリアGP前には信頼性への懸念が大きく、全車がレースをリタイアした場合の対処まで議論されたが、実際にはPUの信頼性が重大な問題となることはなかった。一方、シーズン中の改良がほぼ凍結されているため、メーカー間のPUの性能差が年間成績に直接反映されることになった。また、従来の自然吸気エンジンよりも排気音が静かになったことに対する不満の声も上がった。

### メルセデスのダブルタイトル獲得

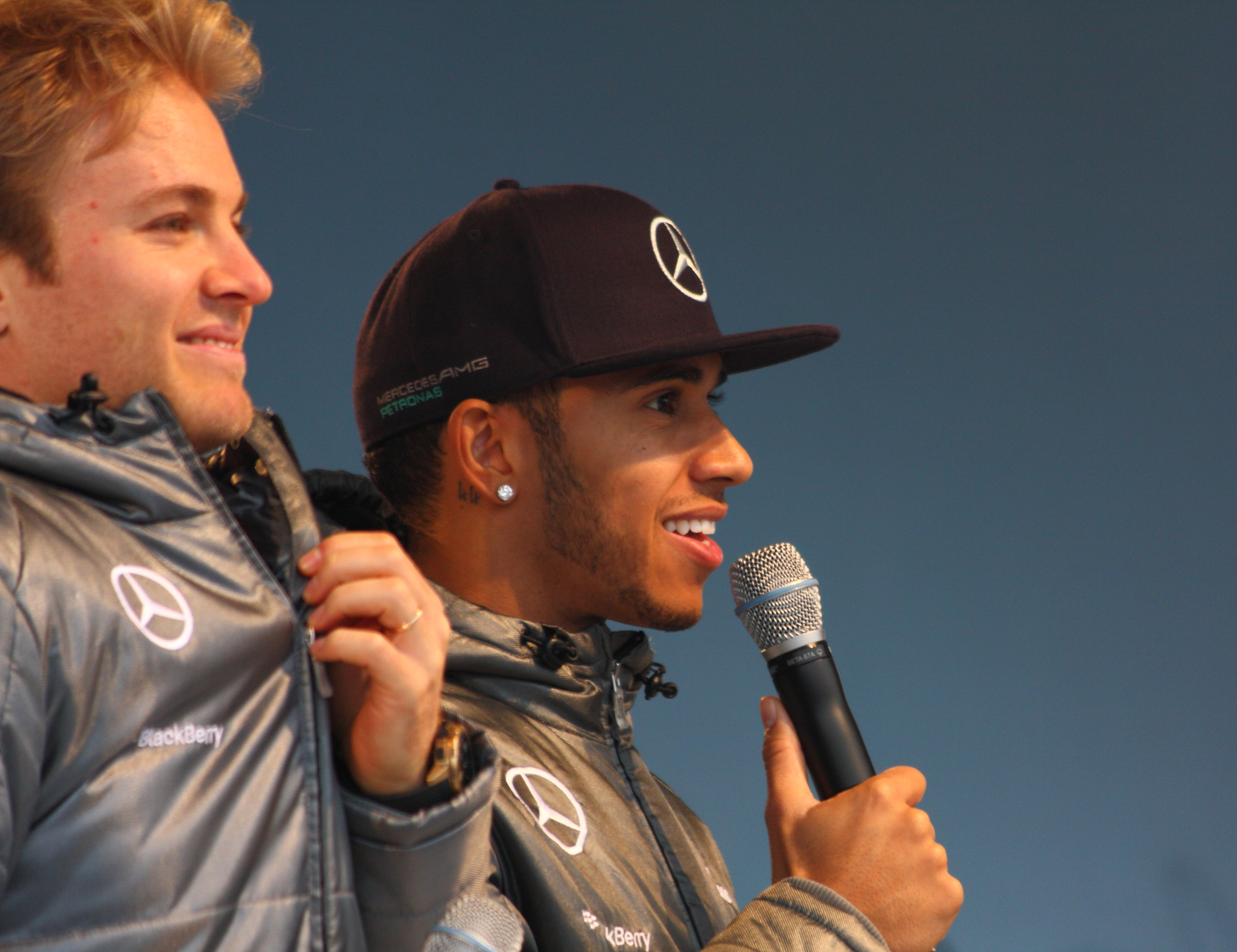
チャンピオンを争ったチームメイト、ハミルトン（右）とロズベルグ（左）

PUの開発において最も成功したチームとメーカーはメルセデスであった。ワークスチームであるメルセデスは19戦16勝、18ポールポジション、11回の1-2フィニッシュで他を圧倒し、コンストラクターズタイトルとドライバーズタイトルを両制覇した。かつての黄金期（1954年〜1955年）当時はコンストラクターズタイトルが制定されていなかったため、ダブルタイトル獲得は初となる。
ドライバーズタイトルはチームメイトであり、カート時代からの旧知の仲であるルイス・ハミルトンとニコ・ロズベルグの間で争われた。モナコGP予選における一悶着や、ベルギーGPにおける接触のような危うい場面もあったが、両者はフェアな戦いを続け、最終戦アブダビGPにおいてハミルトンが2008年以来自身2度目のチャンピオンを獲得した。イギリス人ドライバーの複数回チャンピオン獲得はジャッキー・スチュワート（3回）以来となる。
また、メルセデスPUの供給を受けたチームの中ではウィリアムズの復活が目立った。前年はランキング9位と低迷したが、今期はトップスピードの速さを武器にコンスタントに入賞してランキング3位に浮上。中でもオーストリアGP予選ではフロントローを独占し、メルセデスワークス勢の全戦ポール獲得を阻止する結果となった。2年目のバルテリ・ボッタスは表彰台に6度登り、チームメイトのフェリペ・マッサをランキングで上回った。

### レッドブルとフェラーリの不振
プレシーズンテストより、ルノーPUはパワーや信頼性など総合的な問題を抱えていた。ルノーから実質的なワークス待遇を受けるレッドブルはその影響を被り、両者の関係は悪化した。4連覇中であったセバスチャン・ベッテルは未勝利に終わり、翌2015年からフェラーリへ移籍することを発表した。一方、前年で引退したマーク・ウェバーに代わって昇格したダニエル・リカルドはカナダGPにおける初優勝を含む3勝を挙げ、メルセデス以外で優勝した唯一のドライバーとなった。フェラーリはフェルナンド・アロンソにキミ・ライコネンを加えたラインナップで臨んだが、1993年以来の未勝利シーズンに終わった。序盤戦から主要幹部の更迭が相次ぎ、チーム再建を担ってきたルカ・ディ・モンテゼーモロ会長も辞任。アロンソも翌シーズンからマクラーレンへ移籍することを発表した。

### 小規模チームの財政難
昨年に続きいくつかのチームで財政難の噂が絶えなかった。特に2010年の新参チームであるケータハムとマルシャは終盤資金的な問題からアメリカGP以降を欠場した。ケータハムはその後アブダビGPにてクラウドファンディングで資金を集めて復帰したが、翌年の資金のメドがつかずシーズン後にチームが消滅した。マルシャも同様に消滅すると思われたが、2015年のシーズン開幕を前に投資家の手により救済され「マノー・マルシャF1チーム」となって復活し参戦することが発表された。なお、マルシャは獲得0ポイントのザウバーを上回り、ランキング9位を獲得した。

### ジュール・ビアンキの死亡事故

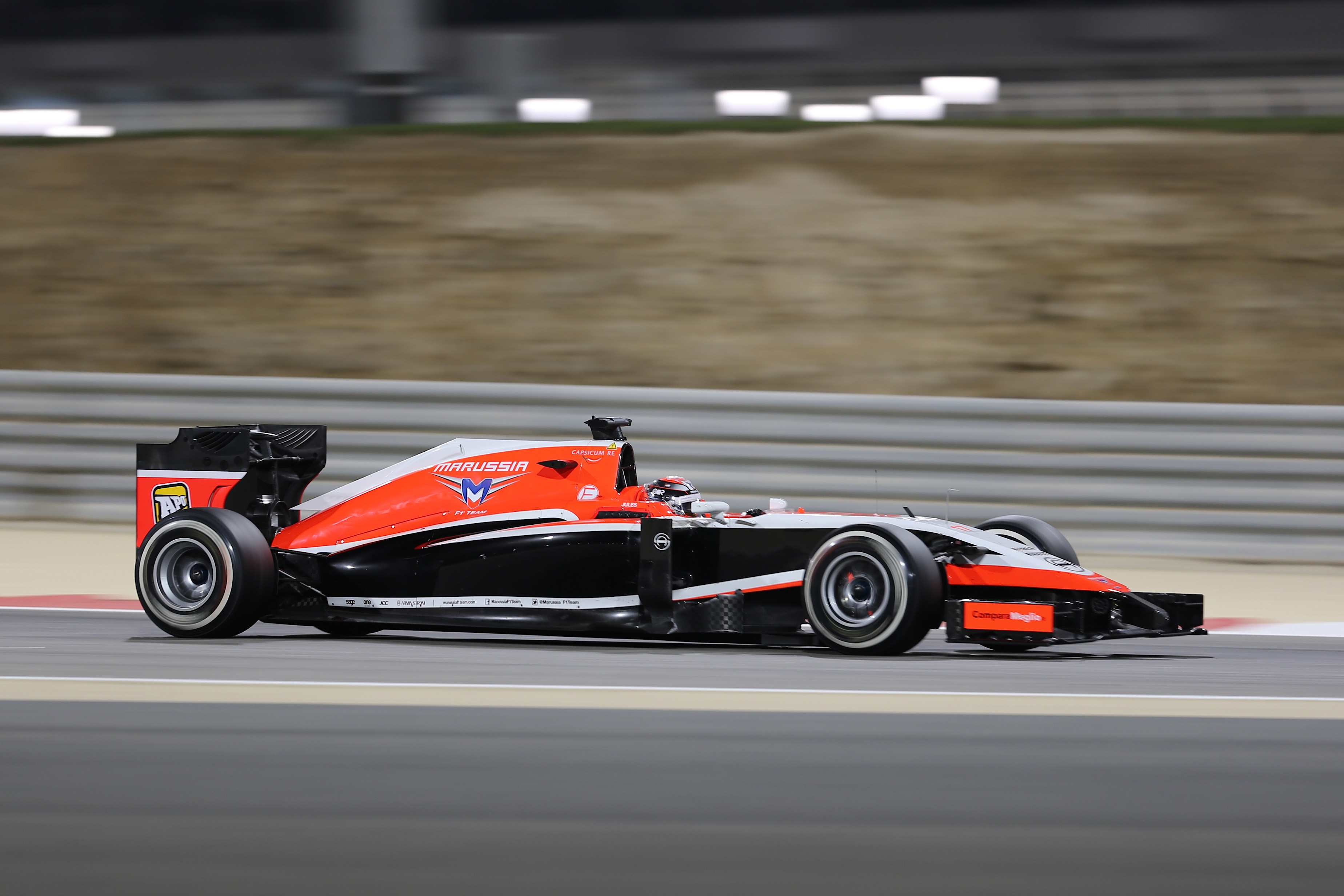
マルシャ・MR03を駆るジュール・ビアンキ（バーレーンGP）

この年の日本GPは台風18号接近に伴う大雨の影響で、セーフティーカー先導のローリングスタートで始まり2周目時点で赤旗が振られてレース中断。20分後に再開したが、43周目にザウバーのエイドリアン・スーティルがダンロップコーナーにてスピンしてクラッシュ。ランオフエリアにて撤去作業の最中、そこへ次周にマルシャのジュール・ビアンキが同じ場所でスピン、スーティルのマシンを吊り上げていた撤去作業中のクレーン車に激しく衝突する事故が発生。この事故でビアンキは意識不明に陥り、ここで赤旗が振られてレースが打ち切られた。その後ビアンキは救急車で搬送され手術を行い、回復が待たれる状況となった。次戦のロシアGPはマックス・チルトンの1台のみで参戦することが発表された。
ビアンキはその後意識を回復しないまま、翌2015年7月17日に死去した。F1におけるドライバーの死亡事故は1994年サンマリノグランプリのローランド・ラッツェンバーガーとアイルトン・セナ以来21年ぶりとなった。これを受けてFIAは折しも2014年から導入されたばかりの固定カーナンバー制度でビアンキが付けていた「17」を永久欠番とする事を決定した。

#### その他のトピック
- 各チームの新車発表時に話題をさらったのは、棒のように突き出した奇妙なノーズであった。安全的見地からノーズの先端位置が下げられ（後述）、空力的に最適な形を求めた結果そうなってしまったのだが、ファンのみならずF1関係者からも否定的な意見が発せられた[5]。
- 小林可夢偉がケータハムのシートを獲得し、2年ぶりにF1に参戦したが、ルノーPUやマシンの性能不足に苦しめられ最後尾を争うのが精いっぱいであった。加えて、チームの身売り騒動の余波で、レギュラーシートも確約されない不安定な立場を強いられた。最終戦アブダビGPを最後にチームが消滅し、小林は来年のスーパーフォーミュラへの参戦を発表し、F1をまたも離れることとなった。
- ルーキードライバーの活躍も目立つ。特に19歳のダニール・クビアト（トロ・ロッソ）と21歳のケビン・マグヌッセン（マクラーレン）は開幕前からその年齢でのデビューで話題をさらったが、両者とも開幕戦で入賞するなど期待に応えた。クビアトはシーズン後に移籍するベッテルの後任としてレッドブル入りが決まり、マグヌッセンはデビュー戦で初表彰台（2位）という好成績を残したが、フェルナンド・アロンソの加入に伴い押し出される形でシートを失ってしまった。
- この年デビューしたのは前述のクビアト、マグヌッセンに加えケータハムからマーカス・エリクソンがデビュー。逆にシーズン後にマグヌッセン、ジャン＝エリック・ベルニュ、スーティル、エステバン・グティエレス、小林、ビアンキ、チルトンがシートを失った。
- 日本でもスーパーフォーミュラのドライバーとして有名なアンドレ・ロッテラーがベルギーGPにてスポット参戦。しかし決勝ではパストール・マルドナドと接触し、わずか2周でリタイアとなってしまった。またアブダビGPではウィル・スティーブンスがエリクソンに代わり出走。スティーブンスは翌年マルシャからフル参戦する。

## レギュレーションの変更
以下の内容は今後変更される可能性がある。

### 技術規定
- パワーユニット
- 狭義の意味としてエンジンと称されることがあるが、正確にはICE（内燃機関（エンジン））・MGU-K（運動エネルギー回生システム）・MGU-H（ 熱エネルギー回生システム）・TC （ターボチャージャー）・ES（エネルギー貯蔵装置（バッテリー））・CE（コントロールエレクトロニクス（電子制御装置））の6つのコンポーネントで構成されており、パワーユニットという呼び方はその総称である。
  - 内燃機関は1.6L 90度 V型6気筒直噴シングルターボエンジンに統一[6]。
    - シリンダーボア80mm、最高回転数15,000rpm、過給圧は無制限、燃料の瞬間最大流量100kg/h。

  - 運動エネルギー回生システム (KERS) は新たにエネルギー回生システム (ERS) と呼ばれる[7]。従来の運動エネルギー回生 (ERS-K) に加えて、熱エネルギー回生 (ERS-H) も認められる。
    - 駆動力のアシストはERS-Kのモーターからのみ。最大出力は60kWから120kW（約161馬力）に引き上げ。
    - 1周あたりの最大回生量は、ERS-Kは2MJ、ERS-Hは無制限。
    - 1周あたりの最大放出量は、ERS-Kは400KJから4MJに引き上げ。ERS-HからERS-Kへの追加量は無制限。

  - エンジンとERSを含めたパワーユニットの最低重量は145kg。エナジーストア（バッテリー）は20〜25kg。
  - ピットレーン走行時はエンジンを停止し、ERSのみで走行する予定であったが、後に延期となった。
  - コクピット内にエンジンスターターの装着を義務化[7]。
  - 排気管は中央1本のみとする。排気管は上向きに取り付けられ、後方のボディワークは禁止される（排気を利用したダウンフォース発生デバイスの禁止）。
- 駆動系
  - セミオートマチックギアボックスは7速から8速に変更[7]。
  - 開幕前にあらかじめ使用するギアレシオを申告する（レースごとの変更不可）。ただし、2014年に限りシーズン中1回のみ変更が認められる。

- ボディワーク

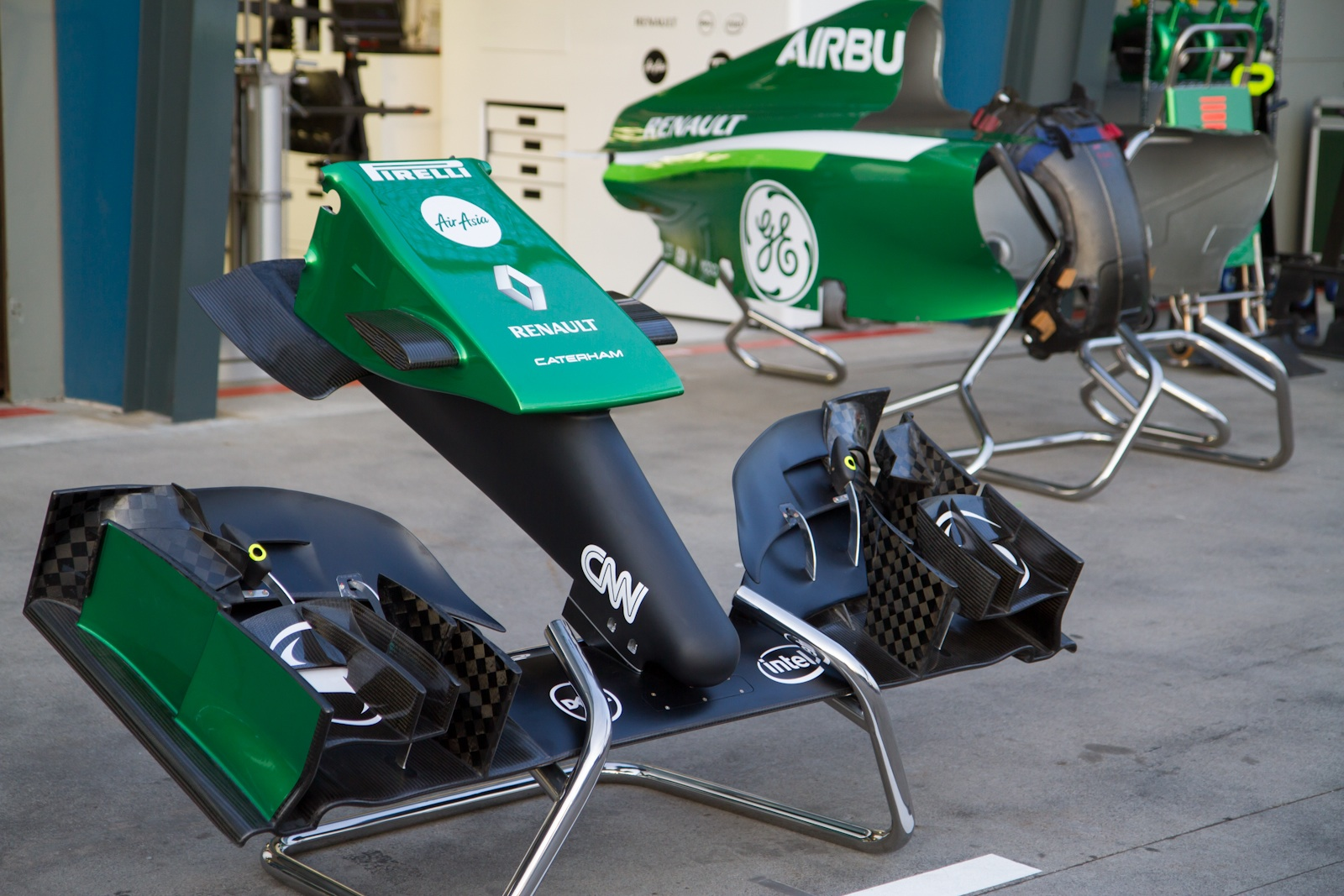
ケータハム・CT05のノーズ

  - モノコック先端の高さを625mmから525mmへ、ノーズ先端から50mm後方の高さ（断面の中心）を500mmから185mmへ引き下げる[8]。また、ノーズ先端は前車軸より前方750mm以上1,200mm以下に位置し、先端から50mm後方の断面積は単一断面で9,000平方mm以上とする[8]。
  - ノーズ先端の高さが大幅に引き下げられたが、規定では狭い断面でも構わないため、先端部のみ細長く垂れ下がった「アリクイノーズ」や「エイリアンノーズ」と呼ばれるノーズが登場した。
  - フロントウィングの全幅を1,800mmから1,650mmに短縮[7]。
  - リアウィングの上下幅を220mmから200mmに縮小。リアウィングの下部支持プレート（ビームウィング）が禁止となる。
  - サイドインパクト構造の標準化。
- その他
  - 最低重量制限が642kgから691kgへ引き上げられる[9]（元々は690kgに引き上げる事になっていたが、増加するトルクに対してピレリがタイヤのさらなる補強を行うため1kg増えることになった[10]）。車両の前後輪の重量配分の規制も変更となる。
  - 運動エネルギー回生量が増大した分、減速時の車体制御が不安定になることが予想されるため、リアブレーキの制動力を電子制御することが許可される（協調回生ブレーキ）。ただし、システム故障に備えて、油圧系バックアップ回路も装備される。

### 競技規定
- 罰則
  - ペナルティポイントシステムを導入する。ドライバーが規則違反を犯した場合、違反の重さにより1ポイントから3ポイントのペナルティポイントが科せられる。累積12ポイント以上に達した場合、次のレースが出場停止となる。ペナルティポイントの有効期間は1年間。
  - 軽微な違反行為に対し、新たに5秒ペナルティを導入する。
- 予選方式とタイヤルール
  - 決勝レース用に新品タイヤを温存するため、フリー走行や予選の走行を控える戦略が採られることに対し、セッションの活性化策が導入される。
    - 金曜フリー走行1回目を1時間30分から2時間に延長し、セッション開始後30分間だけ使用できるプライムタイヤ（ハード側）1セットが追加される[11]。
    - 予選Q3進出者にはオプションタイヤ（ソフト側）1セットが追加される。このタイヤはQ3のタイムアタック後に返却する[12]。
    - 予選Q1・Q2敗退者には決勝レース用のオプションタイヤ1セットが追加される[12]。
    - 予選Q3進出者はQ2で自己ベストを記録したタイヤで決勝をスタートする（従来はQ3で自己ベストを記録したタイヤ）[12]。Q1・Q2敗退者は従来と変わらず、タイヤを自由に選んで決勝をスタートできる。
    - 予選スケジュールはQ1が18分、Q2が15分、Q3が12分となる（従来はQ1が20分、Q2が15分、Q3が10分）[12]。
- 開発・テスト
  - 風洞やCFDでのマシン開発が大幅に制限される。また2チームでひとつの風洞を共有することが許される。
  - プレシーズンテストは2014年1月から開催できる。
  - シーズン中のテストが解禁され、2日間のテストを4度行うことができる。ヨーロッパのサーキットで、レース後の火曜日と水曜日に実施される。代わりに、年間8回まで認められていた1日のプロモーション撮影走行と3日間の若手合同テストが廃止される。
- 使用制限
  - パワーユニット（エンジン）の年間使用数制限が強化される。各ドライバーは1シーズンに5基のエンジンを使用できる。6基目以上のエンジンを使用する場合はピットスタートとなる。エンジン本体以外のエンジン関連部品を交換した場合には10グリッド降格ペナルティが科される。
  - ギアボックスは6戦連続で使用しなければならない。
  - エンジンのホモロゲーションは2014年から2020年までとなる。この期間中に新規にホモロゲーションを得ることはできない。またエンジンメーカーは複数のホモロゲーションを得ることはできず、供給契約を結んだ各コンストラクターには同一のエンジンを供給しなければならない。ユニットの変更も、信頼性の向上やコスト削減のためなどを除きできない。
  - 決勝レースのスタート時からレースの終了時までの間に使用できる燃料は100kg未満とする。
- その他
  - ポイントシステムは2013年までと変わらないが、最終戦のみ得られるドライバーズポイントとコンストラクターズポイントを倍増させる。
  - ドライバーの固定ナンバー制度の導入。各ドライバーはナンバーを「2」から「99」までの間で自由に選ぶことができ（この年は各ドライバーに第3候補までの自身の希望カーナンバーをFIAに提出させ、複数のドライバーで重複した番号があった場合は、前年のドライバーズランキング上位のドライバーに優先権が与えられた）、自身が選択した番号は原則F1キャリアを通して使用することになるが（選択時に使用希望のカーナンバーが空いておらず、その後そのナンバーが使用可能になった場合は、FIAが承認すれば途中でのカーナンバー変更は可能）、例外として前年のチャンピオンにはカーナンバー「1」をつける権利が与えられる（但し、あくまでも「権利」であり、それまでつけていた番号のまま（ルイス・ハミルトンは前年（2014年）チャンピオンになったが、翌年2015年も引き続き自身が選んだカーナンバー「44」を使用）参戦することも可能）。FP1のみ出走するドライバーは、各チームがFIAから割り当てられたカーナンバーで走行する（30番台から50番台の空き番号が各チームに原則連番で割り当てられている）。レギュラードライバーが怪我や病気などで出走ができなくなった場合は、リザーブドライバーはそのカーナンバーで走ることになる（後に事前に正式出走が決まった場合には、1戦のみのスポット参戦でも、自分でカーナンバーを選べるようになった）。そのドライバーがレギュラードライバーに昇格した場合は、改めてそのドライバーは自身のカーナンバーを選択する（ストフェル・バンドーンはスポット参戦時はFP1出走時に着けていた「47」で出走したが、レギュラードライバーに昇格した時は「2」を選択した）。カーナンバーの掲示は従来からある車体前方向に加え、ドライバーのヘルメットにも着けなくてならない（識別できれば、使う書体は問わない。ヘルメットの頭頂部にカーナンバーを記載しているドライバーが多い。但しキミ・ライコネンのように（カーナンバー「7」）、ヘルメットのデザインの一部に取り入れる形で着けることは可能）。
  - ピットストップ作業に従事するスタッフは、ヘルメットなどで頭部を保護することが義務付けられる。
  - （シンガポールGPより）無線またはピットボードを用いて、ドライバーのパフォーマンス改善につながる情報を伝えることが禁止される[13]。

## 参戦チーム・ドライバー

### エントリーリスト
FIAから発表された内容および各チームがメディアを通し発表し報道された内容に基づく。
| エントラント                                        | コンストラクター     | シャーシ      | エンジン                 | タイヤ | カーナンバー／ドライバー | カーナンバー／ドライバー   | テストドライバー リザーブドライバー 開発ドライバー                                                                     |
| --------------------------------------------------- | -------------------- | ------------- | ------------------------ | ------ | ------------------------ | -------------------------- | --- |
| インフィニティ・レッドブル・レーシング              | レッドブル           | RB10          | ルノー Energy F1-2014    | P      | 1                        | セバスチャン・ベッテル     | セバスチャン・ブエミ アントニオ・フェリックス・ダ・コスタ                                                              |
| インフィニティ・レッドブル・レーシング              | レッドブル           | RB10          | ルノー Energy F1-2014    | P      | 3                        | ダニエル・リカルド         | セバスチャン・ブエミ アントニオ・フェリックス・ダ・コスタ                                                              |
| メルセデスAMG・ペトロナス・フォーミュラワン・チーム | メルセデス           | F1 W05 Hybrid | メルセデス PU106A Hybrid | P      | 44                       | ルイス・ハミルトン         | パスカル・ウェーレイン                                                                                                 |
| メルセデスAMG・ペトロナス・フォーミュラワン・チーム | メルセデス           | F1 W05 Hybrid | メルセデス PU106A Hybrid | P      | 6                        | ニコ・ロズベルグ           | パスカル・ウェーレイン                                                                                                 |
| スクーデリア・フェラーリ                            | フェラーリ           | F14 T         | フェラーリ 059/3         | P      | 14                       | フェルナンド・アロンソ     | (28) ペドロ・デ・ラ・ロサ マルク・ジェネ ダビデ・リゴン                                                                |
| スクーデリア・フェラーリ                            | フェラーリ           | F14 T         | フェラーリ 059/3         | P      | 7                        | キミ・ライコネン           | (28) ペドロ・デ・ラ・ロサ マルク・ジェネ ダビデ・リゴン                                                                |
| ロータスF1チーム                                    | ロータス             | E22           | ルノー Energy F1-2014    | P      | 8                        | ロマン・グロージャン       | (30) シャルル・ピック マルコ・ソレンセン ニコラ・プロスト (31) エステバン・オコン                                      |
| ロータスF1チーム                                    | ロータス             | E22           | ルノー Energy F1-2014    | P      | 13                       | パストール・マルドナド     | (30) シャルル・ピック マルコ・ソレンセン ニコラ・プロスト (31) エステバン・オコン                                      |
| マクラーレン・メルセデス                            | マクラーレン         | MP4-29        | メルセデス PU106A Hybrid | P      | 22                       | ジェンソン・バトン         | ゲイリー・パフェット オリバー・ターベイ (32) ストフェル・バンドーン                                                    |
| マクラーレン・メルセデス                            | マクラーレン         | MP4-29        | メルセデス PU106A Hybrid | P      | 20                       | ケビン・マグヌッセン       | ゲイリー・パフェット オリバー・ターベイ (32) ストフェル・バンドーン                                                    |
| サハラ・フォース・インディア・F1チーム              | フォース・インディア | VJM07         | メルセデス PU106A Hybrid | P      | 27                       | ニコ・ヒュルケンベルグ     | (34) ダニエル・ジュンカデラ                                                                                            |
| サハラ・フォース・インディア・F1チーム              | フォース・インディア | VJM07         | メルセデス PU106A Hybrid | P      | 11                       | セルジオ・ペレス           | (34) ダニエル・ジュンカデラ                                                                                            |
| ザウバーF1チーム                                    | ザウバー             | C33           | フェラーリ 059/3         | P      | 99                       | エイドリアン・スーティル   | (36) ギド・ヴァン・デル・ガルデ (37) セルゲイ・シロトキン (37) 方駿宇（アダリー・フォング） シモーナ・デ・シルベストロ |
| ザウバーF1チーム                                    | ザウバー             | C33           | フェラーリ 059/3         | P      | 21                       | エステバン・グティエレス   | (36) ギド・ヴァン・デル・ガルデ (37) セルゲイ・シロトキン (37) 方駿宇（アダリー・フォング） シモーナ・デ・シルベストロ |
| スクーデリア・トロ・ロッソ                          | トロ・ロッソ         | STR9          | ルノー Energy F1-2014    | P      | 25                       | ジャン＝エリック・ベルニュ | (38) マックス・フェルスタッペン                                                                                        |
| スクーデリア・トロ・ロッソ                          | トロ・ロッソ         | STR9          | ルノー Energy F1-2014    | P      | 26                       | ダニール・クビアト         | (38) マックス・フェルスタッペン                                                                                        |
| ウィリアムズ・マルティーニ・レーシング              | ウィリアムズ         | FW36          | メルセデス PU106A Hybrid | P      | 19                       | フェリペ・マッサ           | (40) フェリペ・ナスル (41) スージー・ヴォルフ                                                                          |
| ウィリアムズ・マルティーニ・レーシング              | ウィリアムズ         | FW36          | メルセデス PU106A Hybrid | P      | 77                       | バルテリ・ボッタス         | (40) フェリペ・ナスル (41) スージー・ヴォルフ                                                                          |
| マルシャF1チーム                                    | マルシャ             | MR03          | フェラーリ 059/3         | P      | 17                       | ジュール・ビアンキ         | (42) アレクサンダー・ロッシ ウィル・スティーブンス                                                                     |
| マルシャF1チーム                                    | マルシャ             | MR03          | フェラーリ 059/3         | P      | 4                        | マックス・チルトン         | (42) アレクサンダー・ロッシ ウィル・スティーブンス                                                                     |
| ケータハムF1チーム                                  | ケータハム           | CT05          | ルノー Energy F1-2014    | P      | 10                       | 小林可夢偉                 | (46) ロビン・フラインス (45) アレクサンダー・ロッシ (45) ロベルト・メルヒ                                              |
| ケータハムF1チーム                                  | ケータハム           | CT05          | ルノー Energy F1-2014    | P      | 45                       | アンドレ・ロッテラー       | (46) ロビン・フラインス (45) アレクサンダー・ロッシ (45) ロベルト・メルヒ                                              |
| ケータハムF1チーム                                  | ケータハム           | CT05          | ルノー Energy F1-2014    | P      | 9                        | マーカス・エリクソン       | (46) ロビン・フラインス (45) アレクサンダー・ロッシ (45) ロベルト・メルヒ                                              |
| ケータハムF1チーム                                  | ケータハム           | CT05          | ルノー Energy F1-2014    | P      | 46                       | ウィル・スティーブンス     | (46) ロビン・フラインス (45) アレクサンダー・ロッシ (45) ロベルト・メルヒ                                              |

#### 参戦チーム変更
- マルシャは第17戦アメリカGPから第19戦アブダビGPに不参加
- ケータハムは第17戦アメリカGPと第18戦ブラジルGPに不参加

#### ドライバー変更
- ケータハムのNo.10 小林可夢偉は、第12戦ベルギーGPでNo.45 アンドレ・ロッテラーに交代[34]
- マルシャのNo.4 マックス・チルトンは第12戦ベルギーGPで契約上の問題のため、No.42 アレクサンダー・ロッシにシートを譲ったが、問題が解決したためチルトンが出走した。
- マルシャのNo.17 ジュール・ビアンキは怪我のため第16戦ロシアGPを不参戦。No.42 アレクサンダー・ロッシが出走する予定だったが出走は見送られた。
- ケータハムのNo.9 マーカス・エリクソンのチーム離脱[35]に伴い、第19戦アブダビGPでNo.46 ウィル・スティーブンスに交代[36]

## 開催地
2013年12月4日に正式カレンダーがFIAから発表された。暫定カレンダーでは過去最多の22戦が予定されていたが、そこから3戦が外され、全19戦で行なわれる。
前年からの変更
- 序盤戦アジアラウンドの中国GPとバーレーンGPの順序が入れ替わった。また、ブラジルGPに代わりアブダビGPが最終戦として開催される。
- レッドブルが所有するレッドブル・リンク（旧A1リンク）にて2003年以来のオーストリアGPが復活することになった[39]。FIAから発表のあった時点ではサーキットのあるシュタイアーマルク州から開催に必要となる申請書の承認が得られておらずグランプリ開催に制限が付く可能性もあったが[40]、その後承認を得ることが出来た[41]。
- ロシアソチの冬季オリンピック会場敷地にてロシアGPが初開催される。
- インドGPが2014年はカレンダーから外れ、2015年より再開される予定。2015年より3月開催となるため、2014年10月に開催すると日程が近すぎるという理由から[42]。
- 暫定カレンダーに載っていた韓国GPが正式カレンダーから外れた。

開催予定の延期
- アメリカニュージャージー州でのレースは2013年の開催予定が1年延期され、2014年の暫定カレンダーに載っていたが、再度延期が決まった。
- エルマノス・ロドリゲス・サーキットにてメキシコGPが復活する予定で、暫定カレンダーに載っていたが、2014年の開催はなくなった。
- タイGPが初開催される予定であったが、2015年からの開催予定に変更された[43][44]。

| Round | レース名称                              | GP名             | 開催サーキット                             | 都市                 | 決勝開催日 | 決勝スタート時刻 | 決勝スタート時刻 | 周回数 |
| Round | レース名称                              | GP名             | 開催サーキット                             | 都市                 | 決勝開催日 | 現地時間         | 協定世界時       | 周回数 |
| ----- | --------------------------------------- | ---------------- | ------------------------------------------ | -------------------- | ---------- | ---------------- | ---------------- | ------ |
| 1     | Rolex Australian Grand Prix             | オーストラリアGP | アルバート・パーク・サーキット             | メルボルン           | 03月16日   | 17:00            | 06:00            | 58     |
| 2     | Petronas Malaysia Grand Prix            | マレーシアGP     | セパン・インターナショナル・サーキット     | セパン               | 03月30日   | 16:00            | 08:00            | 56     |
| 3     | Gulf Air Bahrain Grand Prix             | バーレーンGP     | バーレーン・インターナショナル・サーキット | サクヒール           | 04月06日   | 18:00            | 15:00            | 57     |
| 4     | UBS Chinese Grand Prix                  | 中国GP           | 上海インターナショナルサーキット           | 上海                 | 04月20日   | 15:00            | 07:00            | 56     |
| 5     | Gran Premio de España Pirelli           | スペインGP       | カタロニア・サーキット                     | バルセロナ           | 05月11日   | 14:00            | 12:00            | 66     |
| 6     | Grand Prix de Monaco                    | モナコGP         | モンテカルロ市街地コース                   | モンテカルロ         | 05月25日   | 14:00            | 12:00            | 78     |
| 7     | Grand Prix du Canada                    | カナダGP         | ジル・ヴィルヌーヴ・サーキット             | モントリオール       | 06月08日   | 14:00            | 18:00            | 70     |
| 8     | Grosser Preis von Österreich            | オーストリアGP   | レッドブル・リンク                         | シュピールベルク     | 06月22日   | 14:00            | 12:00            | 71     |
| 9     | Santander British Grand Prix            | イギリスGP       | シルバーストーン・サーキット               | ノーサンプトンシャー | 07月06日   | 13:00            | 12:00            | 52     |
| 10    | Grosser Preis Santander von Deutschland | ドイツGP         | ホッケンハイムリンク                       | ホッケンハイム       | 07月20日   | 14:00            | 12:00            | 67     |
| 11    | Pirelli Magyar Nagydíj                  | ハンガリーGP     | ハンガロリンク                             | ブダペスト           | 07月27日   | 14:00            | 12:00            | 70     |
| 12    | Shell Belgian Grand Prix                | ベルギーGP       | スパ・フランコルシャン                     | スパ                 | 08月24日   | 14:00            | 12:00            | 44     |
| 13    | Gran Premio d'Italia                    | イタリアGP       | モンツァ・サーキット                       | モンツァ             | 09月07日   | 14:00            | 12:00            | 53     |
| 14    | Singapore Grand Prix                    | シンガポールGP   | シンガポール市街地コース                   | シンガポール         | 09月21日   | 20:00            | 12:00            | 61     |
| 15    | Japanese Grand Prix                     | 日本GP           | 鈴鹿サーキット                             | 鈴鹿                 | 10月05日   | 15:00            | 06:00            | 53     |
| 16    | Russian Grand Prix                      | ロシアGP         | ソチ・オリンピックパーク・サーキット       | ソチ                 | 10月12日   | 15:00            | 11:00            | 53     |
| 17    | United States Grand Prix                | アメリカGP       | サーキット・オブ・ジ・アメリカズ           | オースティン         | 11月02日   | 14:00            | 20:00            | 56     |
| 18    | Grande Prêmio do Brasil                 | ブラジルGP       | インテルラゴス・サーキット                 | サンパウロ           | 11月09日   | 14:00            | 16:00            | 71     |
| 19    | Etihad Airways Abu Dhabi Grand Prix     | アブダビGP       | ヤス・マリーナ・サーキット                 | アブダビ             | 11月23日   | 17:00            | 13:00            | 55     |

## 結果

### レース
| Rd. | グランプリ名             | ポールポジション   | ファステストラップ     | 勝者               | コンストラクター  | 詳細 |
| --- | ------------------------ | ------------------ | ---------------------- | ------------------ | ----------------- | ---- |
| 1   | オーストラリアグランプリ | ルイス・ハミルトン | ニコ・ロズベルグ       | ニコ・ロズベルグ   | メルセデス        | 詳細 |
| 2   | マレーシアグランプリ     | ルイス・ハミルトン | ルイス・ハミルトン     | ルイス・ハミルトン | メルセデス        | 詳細 |
| 3   | バーレーングランプリ     | ニコ・ロズベルグ   | ニコ・ロズベルグ       | ルイス・ハミルトン | メルセデス        | 詳細 |
| 4   | 中国グランプリ           | ルイス・ハミルトン | ニコ・ロズベルグ       | ルイス・ハミルトン | メルセデス        | 詳細 |
| 5   | スペイングランプリ       | ルイス・ハミルトン | セバスチャン・ベッテル | ルイス・ハミルトン | メルセデス        | 詳細 |
| 6   | モナコグランプリ         | ニコ・ロズベルグ   | キミ・ライコネン       | ニコ・ロズベルグ   | メルセデス        | 詳細 |
| 7   | カナダグランプリ         | ニコ・ロズベルグ   | フェリペ・マッサ       | ダニエル・リカルド | レッドブル-ルノー | 詳細 |
| 8   | オーストリアグランプリ   | フェリペ・マッサ   | セルジオ・ペレス       | ニコ・ロズベルグ   | メルセデス        | 詳細 |
| 9   | イギリスグランプリ       | ニコ・ロズベルグ   | ルイス・ハミルトン     | ルイス・ハミルトン | メルセデス        | 詳細 |
| 10  | ドイツグランプリ         | ニコ・ロズベルグ   | ルイス・ハミルトン     | ニコ・ロズベルグ   | メルセデス        | 詳細 |
| 11  | ハンガリーグランプリ     | ニコ・ロズベルグ   | ニコ・ロズベルグ       | ダニエル・リカルド | レッドブル-ルノー | 詳細 |
| 12  | ベルギーグランプリ       | ニコ・ロズベルグ   | ニコ・ロズベルグ       | ダニエル・リカルド | レッドブル-ルノー | 詳細 |
| 13  | イタリアグランプリ       | ルイス・ハミルトン | ルイス・ハミルトン     | ルイス・ハミルトン | メルセデス        | 詳細 |
| 14  | シンガポールグランプリ   | ルイス・ハミルトン | ルイス・ハミルトン     | ルイス・ハミルトン | メルセデス        | 詳細 |
| 15  | 日本グランプリ           | ニコ・ロズベルグ   | ルイス・ハミルトン     | ルイス・ハミルトン | メルセデス        | 詳細 |
| 16  | ロシアグランプリ         | ルイス・ハミルトン | バルテリ・ボッタス     | ルイス・ハミルトン | メルセデス        | 詳細 |
| 17  | アメリカグランプリ       | ニコ・ロズベルグ   | セバスチャン・ベッテル | ルイス・ハミルトン | メルセデス        | 詳細 |
| 18  | ブラジルグランプリ       | ニコ・ロズベルグ   | ルイス・ハミルトン     | ニコ・ロズベルグ   | メルセデス        | 詳細 |
| 19  | アブダビグランプリ       | ニコ・ロズベルグ   | ダニエル・リカルド     | ルイス・ハミルトン | メルセデス        | 詳細 |

### ドライバーズ・ワールド・チャンピオンシップ（選手部門）
上位10台には以下のポイントが加算される。（最終戦のみ通常の倍のポイントが与えられる）
| 順位           | 1位 | 2位 | 3位 | 4位 | 5位 | 6位 | 7位 | 8位 | 9位 | 10位 |
| ポイント       | 25  | 18  | 15  | 12  | 10  | 8   | 6   | 4   | 2   | 1    |
| 最終戦ポイント | 50  | 36  | 30  | 24  | 20  | 16  | 12  | 8   | 4   | 2    |

（略号と色の意味はこちらを参照）
| 順位 | ドライバー                 | AUS | MAL | BHR | CHN | ESP | MON | CAN | AUT | GBR | GER | HUN | BEL | ITA | SIN | JPN | RUS | USA | BRA | ABU | Pts |
| ---- | -------------------------- | --- | --- | --- | --- | --- | --- | --- | --- | --- | --- | --- | --- | --- | --- | --- | --- | --- | --- | --- | --- |
| 1    | ルイス・ハミルトン         | Ret | 1   | 1   | 1   | 1   | 2   | Ret | 2   | 1   | 3   | 3   | Ret | 1   | 1   | 1   | 1   | 1   | 2   | 1   | 384 |
| 2    | ニコ・ロズベルグ           | 1   | 2   | 2   | 2   | 2   | 1   | 2   | 1   | Ret | 1   | 4   | 2   | 2   | Ret | 2   | 2   | 2   | 1   | 14  | 317 |
| 3    | ダニエル・リカルド         | DSQ | Ret | 4   | 4   | 3   | 3   | 1   | 8   | 3   | 6   | 1   | 1   | 5   | 3   | 4   | 7   | 3   | Ret | 4   | 238 |
| 4    | バルテリ・ボッタス         | 5   | 8   | 8   | 7   | 5   | Ret | 7   | 3   | 2   | 2   | 8   | 3   | 4   | 11  | 6   | 3   | 5   | 10  | 3   | 186 |
| 5    | セバスチャン・ベッテル     | Ret | 3   | 6   | 5   | 4   | Ret | 3   | Ret | 5   | 4   | 7   | 5   | 6   | 2   | 3   | 8   | 7   | 5   | 8   | 167 |
| 6    | フェルナンド・アロンソ     | 4   | 4   | 9   | 3   | 6   | 4   | 6   | 5   | 6   | 5   | 2   | 7   | Ret | 4   | Ret | 6   | 6   | 6   | 9   | 161 |
| 7    | フェリペ・マッサ           | Ret | 7   | 7   | 15  | 13  | 7   | 12† | 4   | Ret | Ret | 5   | 13  | 3   | 5   | 7   | 11  | 4   | 3   | 2   | 134 |
| 8    | ジェンソン・バトン         | 3   | 6   | 17† | 11  | 11  | 6   | 4   | 11  | 4   | 8   | 10  | 6   | 8   | Ret | 5   | 4   | 12  | 4   | 5   | 126 |
| 9    | ニコ・ヒュルケンベルグ     | 6   | 5   | 5   | 6   | 10  | 5   | 5   | 9   | 8   | 7   | Ret | 10  | 12  | 9   | 8   | 12  | Ret | 8   | 6   | 96  |
| 10   | セルジオ・ペレス           | 10  | DNS | 3   | 9   | 9   | Ret | 11† | 6   | 11  | 10  | Ret | 8   | 7   | 7   | 10  | 10  | Ret | 15  | 7   | 59  |
| 11   | ケビン・マグヌッセン       | 2   | 9   | Ret | 13  | 12  | 10  | 9   | 7   | 7   | 9   | 12  | 12  | 10  | 10  | 14  | 5   | 8   | 9   | 11  | 55  |
| 12   | キミ・ライコネン           | 7   | 12  | 10  | 8   | 7   | 12  | 10  | 10  | Ret | 11  | 6   | 4   | 9   | 8   | 12  | 9   | 13  | 7   | 10  | 55  |
| 13   | ジャン＝エリック・ベルニュ | 8   | Ret | Ret | 12  | Ret | Ret | 8   | Ret | 10  | 13  | 9   | 11  | 13  | 6   | 9   | 13  | 10  | 13  | 12  | 22  |
| 14   | ロマン・グロージャン       | Ret | 11  | 12  | Ret | 8   | 8   | Ret | 14  | 12  | Ret | Ret | Ret | 16  | 13  | 15  | 17  | 11  | 17† | 13  | 8   |
| 15   | ダニール・クビアト         | 9   | 10  | 11  | 10  | 14  | Ret | Ret | Ret | 9   | Ret | 14  | 9   | 11  | 14  | 11  | 14  | 15  | 11  | Ret | 8   |
| 16   | パストール・マルドナド     | Ret | Ret | 14  | 14  | 15  | Ret | Ret | 12  | 17† | 12  | 13  | Ret | 14  | 12  | 16  | 18  | 9   | 12  | Ret | 2   |
| 17   | ジュール・ビアンキ         | NC  | Ret | 16  | 17  | 18  | 9   | Ret | 15  | 14  | 15  | 15  | 18† | 18  | 16  | 20† |     |     |     |     | 2   |
| 18   | エイドリアン・スーティル   | 11  | Ret | Ret | Ret | 17  | Ret | 13  | 13  | 13  | Ret | 11  | 14  | 15  | Ret | 21† | 16  | Ret | 16  | 16  | 0   |
| 19   | マーカス・エリクソン       | Ret | 14  | Ret | 20  | 20  | 11  | Ret | 18  | Ret | 18  | Ret | 17  | 20  | 15  | 17  | 19  |     |     |     | 0   |
| 20   | エステバン・グティエレス   | 12  | Ret | Ret | 16  | 16  | Ret | 14† | 17  | Ret | 14  | Ret | 15  | 19  | Ret | 13  | 15  | 14  | 14  | 15  | 0   |
| 21   | マックス・チルトン         | 13  | 15  | 13  | 19  | 19  | 14  | Ret | 19  | 16  | 17  | 16  | 16  | Ret | 17  | 18  | Ret |     |     |     | 0   |
| 22   | 小林可夢偉                 | Ret | 13  | 15  | 18  | Ret | 13  | Ret | 16  | 15  | 16  | Ret |     | 17  | DNS | 19  | Ret |     |     | Ret | 0   |
| 23   | ウィル・スティーブンス     |     |     |     |     |     |     |     |     |     |     |     |     |     |     |     |     |     |     | 17  | 0   |
| 24   | アンドレ・ロッテラー       |     |     |     |     |     |     |     |     |     |     |     | Ret |     |     |     |     |     |     |     | 0   |
| 順位 | ドライバー                 | AUS | MAL | BHR | CHN | ESP | MON | CAN | AUT | GBR | GER | HUN | BEL | ITA | SIN | JPN | RUS | USA | BRA | ABU | Pts |

太字 - ポールポジション、斜体 - ファステストラップ

† 印はリタイアだが、90%以上の距離を走行したため規定により完走扱い。

### コンストラクターズ・ワールド・チャンピオンシップ（製造者部門）
ポイントシステムおよび以下の書式はドライバー部門と同一である。
| 順位 | コンストラクター                | 車番 | AUS | MAL | BHR | CHN | ESP | MON | CAN | AUT | GBR | GER | HUN | BEL | ITA | SIN | JPN | RUS | USA | BRA | ABU | Pts |
| ---- | ------------------------------- | ---- | --- | --- | --- | --- | --- | --- | --- | --- | --- | --- | --- | --- | --- | --- | --- | --- | --- | --- | --- | --- |
| 1    | メルセデス                      | 44   | Ret | 1   | 1   | 1   | 1   | 2   | Ret | 2   | 1   | 3   | 3   | Ret | 1   | 1   | 1   | 1   | 1   | 2   | 1   | 701 |
| 1    | メルセデス                      | 6    | 1   | 2   | 2   | 2   | 2   | 1   | 2   | 1   | Ret | 1   | 4   | 2   | 2   | Ret | 2   | 2   | 2   | 1   | 14  | 701 |
| 2    | レッドブル-ルノー               | 1    | Ret | 3   | 6   | 5   | 4   | Ret | 3   | Ret | 5   | 4   | 7   | 5   | 6   | 2   | 3   | 8   | 7   | 5   | 8   | 405 |
| 2    | レッドブル-ルノー               | 3    | DSQ | Ret | 4   | 4   | 3   | 3   | 1   | 8   | 3   | 6   | 1   | 1   | 5   | 3   | 4   | 7   | 3   | Ret | 4   | 405 |
| 3    | ウィリアムズ-メルセデス         | 19   | Ret | 7   | 7   | 15  | 13  | 7   | 12† | 4   | Ret | Ret | 5   | 13  | 3   | 5   | 7   | 11  | 4   | 3   | 2   | 320 |
| 3    | ウィリアムズ-メルセデス         | 77   | 5   | 8   | 8   | 7   | 5   | Ret | 7   | 3   | 2   | 2   | 8   | 3   | 4   | 11  | 6   | 3   | 5   | 10  | 3   | 320 |
| 4    | フェラーリ                      | 14   | 4   | 4   | 9   | 3   | 6   | 4   | 6   | 5   | 6   | 5   | 2   | 7   | Ret | 4   | Ret | 6   | 6   | 6   | 9   | 216 |
| 4    | フェラーリ                      | 7    | 7   | 12  | 10  | 8   | 7   | 12  | 10  | 10  | Ret | 11  | 6   | 4   | 9   | 8   | 12  | 9   | 13  | 7   | 10  | 216 |
| 5    | マクラーレン-メルセデス         | 22   | 3   | 6   | 19† | 11  | 11  | 6   | 4   | 11  | 4   | 8   | 10  | 6   | 8   | Ret | 5   | 4   | 12  | 4   | 5   | 181 |
| 5    | マクラーレン-メルセデス         | 20   | 2   | 9   | Ret | 13  | 12  | 10  | 9   | 7   | 7   | 9   | 12  | 12  | 10  | 10  | 14  | 5   | 8   | 9   | 11  | 181 |
| 6    | フォース・インディア-メルセデス | 27   | 6   | 5   | 5   | 6   | 10  | 5   | 5   | 9   | 8   | 7   | Ret | 10  | 12  | 9   | 8   | 12  | Ret | 8   | 6   | 155 |
| 6    | フォース・インディア-メルセデス | 11   | 10  | DNS | 3   | 9   | 9   | Ret | 11† | 6   | 11  | 10  | Ret | 8   | 7   | 7   | 10  | 10  | Ret | 15  | 7   | 155 |
| 7    | トロ・ロッソ-ルノー             | 25   | 8   | Ret | Ret | 12  | Ret | Ret | 8   | Ret | 10  | 13  | 9   | 11  | 13  | 6   | 9   | 13  | 10  | 13  | 12  | 30  |
| 7    | トロ・ロッソ-ルノー             | 26   | 9   | 10  | 11  | 10  | 14  | Ret | Ret | Ret | 9   | Ret | 14  | 9   | 11  | 14  | 11  | 14  | 15  | 11  | Ret | 30  |
| 8    | ロータス-ルノー                 | 8    | Ret | 11  | 12  | Ret | 8   | 8   | Ret | 14  | 12  | Ret | Ret | Ret | 16  | 13  | 15  | 17  | 11  | 17  | 13  | 10  |
| 8    | ロータス-ルノー                 | 13   | Ret | Ret | 14  | 14  | 15  | Ret | Ret | 12  | 17† | 12  | 13  | Ret | 14  | 12  | 16  | 18  | 9   | 12  | Ret | 10  |
| 9    | マルシャ-フェラーリ             | 17   | NC  | Ret | 16  | 17  | 18  | 9   | Ret | 15  | 14  | 15  | 15  | 18† | 18  | 16  | 20† |     |     |     |     | 2   |
| 9    | マルシャ-フェラーリ             | 4    | 13  | 15  | 13  | 19  | 19  | 14  | Ret | 17  | 16  | 17  | 16  | 16  | Ret | 17  | 18  | Ret |     |     |     | 2   |
| 10   | ザウバー-フェラーリ             | 99   | 11  | Ret | Ret | Ret | 17  | Ret | 13  | 13  | 13  | Ret | 11  | 14  | 15  | Ret | 21† | 16  | Ret | 16  | 16  | 0   |
| 10   | ザウバー-フェラーリ             | 21   | 12  | Ret | Ret | 16  | 16  | Ret | 14† | 19  | Ret | 14  | Ret | 15  | 19  | Ret | 13  | 15  | 14  | 14  | 15  | 0   |
| 11   | ケータハム-ルノー               | 10   | Ret | 13  | 15  | 18  | Ret | 13  | Ret | 16  | 15  | 16  | Ret |     | 17  | DNS | 19  | Ret |     |     | Ret | 0   |
| 11   | ケータハム-ルノー               | 45   |     |     |     |     |     |     |     |     |     |     |     | Ret |     |     |     |     |     |     |     | 0   |
| 11   | ケータハム-ルノー               | 9    | Ret | 14  | Ret | 20  | 20  | 11  | Ret | 18  | Ret | 18  | Ret | 17  | 20  | 15  | 17  | 19  |     |     |     | 0   |
| 11   | ケータハム-ルノー               | 46   |     |     |     |     |     |     |     |     |     |     |     |     |     |     |     |     |     |     | 17  | 0   |
| 順位 | コンストラクター                | 車番 | AUS | MAL | BHR | CHN | ESP | MON | CAN | AUT | GBR | GER | HUN | BEL | ITA | SIN | JPN | RUS | USA | BRA | ABU | Pts |

## ペナルティポイント
ペナルティポイントが12ポイントになると1戦出場停止
| ドライバー                 | AUS | MAL | BHR | CHN | ESP | MON | CAN | AUT | GBR | GER | HUN | BEL | ITA | SIN | JPN | RUS | USA | BRA | ABU | 有効ペナルティPts |
| -------------------------- | --- | --- | --- | --- | --- | --- | --- | --- | --- | --- | --- | --- | --- | --- | --- | --- | --- | --- | --- | ----------------- |
| マーカス・エリクソン       |     |     |     |     |     | 2   |     |     |     |     |     |     | 3   |     |     |     |     |     |     | 5                 |
| パストール・マルドナド     |     |     | 3   |     | 1   |     |     |     |     |     |     |     |     |     |     |     | 1   |     |     | 5                 |
| ジュール・ビアンキ         |     | 2   | 2   |     |     |     |     |     |     |     |     |     |     |     |     |     |     |     |     | 4                 |
| ケビン・マグヌッセン       |     | 2   |     |     |     |     |     |     |     |     |     | 2   |     |     |     |     |     |     |     | 4                 |
| ジャン＝エリック・ベルニュ |     |     |     |     |     |     |     |     |     | 1   |     |     |     |     |     |     | 1   |     |     | 3                 |
| バルテリ・ボッタス         |     | 2   |     |     |     |     |     |     |     |     |     |     |     |     |     |     |     |     |     | 2                 |
| エイドリアン・スーティル   |     |     | 2   |     |     |     |     |     |     |     |     |     |     |     |     |     |     |     |     | 2                 |
| ロマン・グロージャン       |     |     |     |     |     |     |     |     |     |     |     |     |     |     |     | 2   |     |     |     | 2                 |
| セルジオ・ペレス           |     |     |     |     |     |     |     |     |     |     |     |     |     |     |     |     | 2   |     |     | 2                 |
| エステバン・グティエレス   |     |     |     |     |     |     |     |     |     |     |     |     |     |     |     |     | 1   |     |     | 1                 |
| ドライバー                 | AUS | MAL | BHR | CHN | ESP | MON | CAN | AUT | GBR | GER | HUN | BEL | ITA | SIN | JPN | RUS | USA | BRA | ABU | 有効ペナルティPts |

## テレビ放送

### 日本
2014年の放送は、
- フジテレビNEXT（スカパー!・CATV等 / 有料 / 全セッション完全生中継、再放送あり）
- フジテレビNEXTsmart（インターネット / 有料 / 全セッション完全生中継、予選・決勝を一定期間見逃し配信）
- フジテレビONE（スカパー!・CATV等 / 有料 / 決勝翌日に全セッション連続一括放送）
- BSフジ（BS / 無料 / 予選・決勝を録画放送）

で放送される。
なお、日本グランプリは3年ぶりに地上波およびワンセグでも放送される。